# 徳島県道228号大谷櫛木線
徳島県道228号大谷櫛木線（とくしまけんどう228ごう おおたにくしきせん）は、徳島県鳴門市を通る一般県道である。

## 概要
鳴門市大麻町大谷から鳴門市北灘町櫛木に至る。中央線のない2車線である。

### 路線データ
- 起点：鳴門市大麻町大谷（徳島県道12号鳴門池田線）
- 終点：鳴門市北灘町櫛木（北灘町櫛木交差点、国道11号交点）
- 総延長：7.181 km[1]

## 歴史
- 1959年（昭和34年）1月31日 - 徳島県道78号大谷櫛木線として認定（それまでの櫛木池谷停車場線を変更）
- 1972年（昭和47年）3月10日 - 現在の徳島県道228号として再認定。

## 地理

### 通過する自治体
- 徳島県
  - 鳴門市

### 交差する道路
| 交差する道路            | 交差する場所 | 交差する場所            |
| ----------------------- | ------------ | ----------------------- |
| 徳島県道12号鳴門池田線  | 大麻町大谷   | 起点                    |
| 国道11号 国道377号 重複 | 北灘町櫛木   | 北灘町櫛木交差点 / 終点 |

### 沿線
- 鳴門市堀江北小学校（起点付近）
- 星越峠
- 大谷川
- 櫛木川
- 御嶽神社